# Centrale unitaire des travailleurs du Pérou
Pour les articles homonymes, voir CUT.
La Central Unitaria de Trabajadores del Perú (CUT - Central unitaire des travailleurs du Pérou) est une confédération syndicale péruvienne affiliée à la Confédération syndicale internationale.